# Columns
Columns är ett TV-spel utgivet 1990 till bland annat Sega Mega Drive och Sega Game Gear.
Spelet har många likheter med Tetris. Columns går ut på att samla poäng genom att kombinera fallande juveler i olika former och färger. Om tre eller fler likadana juveler hamnar i rad, antingen horisontellt, vertikalt eller diagonalt, försvinner dessa och nya rader skapas. Ju längre spelaren kommer i en runda, desto snabbare faller juvelerna. Om (när) hela spelplanen fyllts med kolumner är omgången slut. Man kan även vara två spelare i Columns.